# Vera Zvonariova
Vera Ígorevna Zvonariova (rus: Вера Игоревна Звонарёва; Moscou, Unió Soviètica, 7 de setembre de 1984) és una jugadora de tennis professional russa. El 2010 assolí el seu millor rànquing en posicionar-se en el número 2 del rànquing individual de la WTA. Ha guanyat un total de dotze títols en el circuit WTA destacant les dues finals de Grand Slam disputades l'any 2010. A banda, ha guanyat quatre títols de Grand Slam, dos en dobles femenins (amb Nathalie Dechy i Svetlana Kuznetsova) i dos més en dobles mixts (amb Bob Bryan i Andy Ram).
Participà en els Jocs Olímpics de Pequín 2008 representant Rússia, obtenint la medalla de bronze en la categoria individual després de ser derrotada en semifinals per la seua compatriota Ielena Deméntieva i vèncer la xinesa Li Na en la lluita pel bronze.

## Biografia
Filla d'Igor Zvonarev i Natàlia Bíkova. El seu pare va jugar a bandy formant part del Dinamo Moscou mentre que la seva mare va jugar a hoquei sobre herba i fou medalla de bronze en els Jocs Olímpics de Moscou 1980.
Començà a jugar a tennis als 6 anys i es convertí en professional l'any 2000. Es va graduar l'any 2007 en Educació física en la Universitat Estatal Russa d'Educació Física, Esport, Juventut i Turisme. També va estudiar relacions econòmiques internacionals en l'Acadèmia Diplomàtica del Ministeri d'Afers Exteriors de Rússia a Moscou.
El 23 d'agost de 2016 va anunciar el seu casament amb Alexander Kucher i pocs mesos després va néixer la seva filla Evelina. El seu darrer partit fou al maig de 2015 i durant aquesta etapa va restar apartada de la pràctica esportiva per centrar-se en la seva família. El seu retorn al circuit professional es va produir el 2017 en torneigs menors, i lentament va tornar a disputar els primers torneigs WTA i retornar al Top 100.

## Torneigs de Grand Slam

### Individual: 2 (0−2)
| Resultat  | Núm. | Any  | Torneig   | Oponent         | Marcador |
| --------- | ---- | ---- | --------- | --------------- | -------- |
| Finalista | 1.   | 2010 | Wimbledon | Serena Williams | 6−3, 6−2 |
| Finalista | 2.   | 2010 | US Open   | Kim Clijsters   | 6−2, 6−1 |

### Dobles femenins: 5 (3−2)
| Resultat   | Núm. | Any  | Torneig          | Parella             | Oponents                          | Marcador      |
| ---------- | ---- | ---- | ---------------- | ------------------- | --------------------------------- | ------------- |
| Guanyadora | 1.   | 2006 | US Open          | Nathalie Dechy      | Dinara Safina Katarina Srebotnik  | 7−6(5), 7−5   |
| Finalista  | 1.   | 2010 | Wimbledon        | Ielena Vesninà      | Vania King Iaroslava Xvédova      | 7−6(6), 6−2   |
| Guanyadora | 2.   | 2012 | Open d'Austràlia | Svetlana Kuznetsova | Sara Errani Roberta Vinci         | 5−7, 6−4, 6−3 |
| Guanyadora | 3.   | 2020 | US Open (2)      | Laura Siegemund     | Nicole Melichar Xu Yifan          | 6−4, 6−4      |
| Finalista  | 2.   | 2023 | US Open          | Laura Siegemund     | Gabriela Dabrowski Erin Routliffe | 6−7(9), 3−6   |

### Dobles mixts: 2 (2−0)
| Resultat   | Núm. | Any  | Torneig   | Parella   | Oponents                     | Marcador |
| ---------- | ---- | ---- | --------- | --------- | ---------------------------- | -------- |
| Guanyadora | 1.   | 2004 | US Open   | Bob Bryan | Alicia Molik Todd Woodbridge | 6−3, 6−4 |
| Guanyadora | 2.   | 2006 | Wimbledon | Andy Ram  | Venus Williams Bob Bryan     | 6−3, 6−2 |

## Jocs Olímpics

### Individual
| Any  | Campionat                   | Oponent | Resultat |
| ---- | --------------------------- | ------- | -------- |
| 2008 | Jocs Olímpics, Pequín, Xina | Li Na   | 6−0, 7−5 |

## Palmarès

### Individual: 30 (12−18)
| Abans de 2009                | Després de 2009         |
| ---------------------------- | ----------------------- |
| Grand Slam (0−2)             |                         |
| WTA Tour Championships (0−1) |                         |
| Tier I (0−3)                 | Premier Mandatory (1−1) |
| Tier II (0−2)                | Premier 5 (0−2)         |
| Tier III (6−1)               | Premier (1−2)           |
| Tier IV i V (1−4)            | International (3−0)     |

| Títols per superfície |
| --------------------- |
| Dura (6−9)            |
| Gespa (1−1)           |
| Terra batuda (5−8)    |

| Resultat   | Núm. | Data                   | Torneig                             | Superfície   | Oponent en la final  | Marcador         |
| ---------- | ---- | ---------------------- | ----------------------------------- | ------------ | -------------------- | ---------------- |
| Finalista  | 1.   | 8 de juliol de 2002    | Palerm, Itàlia                      | Terra batuda | Mariana Díaz Oliva   | 7−6(6), 1−6, 3−6 |
| Guanyadora | 1.   | 28 d'abril de 2003     | Bol, Croàcia                        | Terra batuda | C. Martínez Granados | 6−1, 6−3         |
| Guanyadora | 2.   | 16 de febrer de 2004   | Memphis, Estats Units               | Dura (i)     | Lisa Raymond         | 4−6, 6−4, 7−5    |
| Finalista  | 2.   | 16 d'agost de 2004     | Cincinnati, Estats Units            | Dura         | Lindsay Davenport    | 3−6, 2−6         |
| Finalista  | 3.   | 1 de novembre de 2004  | Filadèlfia, Estats Units            | Dura         | Amélie Mauresmo      | 6−3, 2−6, 2−6    |
| Guanyadora | 3.   | 14 de febrer de 2005   | Memphis (2)                         | Dura (i)     | M. Shaughnessy       | 7−6(3), 6−2      |
| Finalista  | 4.   | 2 de gener de 2006     | Auckland, Nova Zelanda              | Dura         | Marion Bartoli       | 2−6, 2−6         |
| Guanyadora | 4.   | 12 de juny de 2006     | Birmingham, Regne Unit              | Gespa        | Jamea Jackson        | 7−6(10), 7−6(5)  |
| Guanyadora | 5.   | 17 de juliol de 2006   | Cincinnati                          | Dura         | Katarina Srebotnik   | 6−2, 6−4         |
| Finalista  | 5.   | 1 de gener de 2007     | Auckland (2)                        | Dura         | Jelena Janković      | 6−7(9), 7−5, 3−6 |
| Finalista  | 6.   | 6 de gener de 2008     | Hobart, Austràlia                   | Dura         | Eleni Daniïlidu      | Renúncia         |
| Finalista  | 7.   | 18 de febrer de 2008   | Doha, Qatar                         | Dura         | Maria Xaràpova       | 1−6, 6−2, 0−6    |
| Finalista  | 8.   | 14 d'abril de 2008     | Charleston, Estats Units            | Terra batuda | Serena Williams      | 4−6, 6−3, 3−6    |
| Guanyadora | 6.   | 28 d'abril de 2008     | Praga, República Txeca              | Terra batuda | Viktória Azàrenka    | 7−6(2), 6−2      |
| Guanyadora | 7.   | 15 de setembre de 2008 | Guangzhou, Xina                     | Dura         | Peng Shuai           | 6−7(4), 6−0, 6−2 |
| Finalista  | 9.   | 6 d'octubre de 2008    | Moscou, Rússia                      | Dura (i)     | Jelena Janković      | 2−6, 4−6         |
| Finalista  | 10.  | 20 d'octubre de 2008   | Linz, Àustria                       | Dura (i)     | Ana Ivanović         | 2−6, 1−6         |
| Finalista  | 11.  | 4 de novembre de 2008  | WTA Tour Championships, Doha, Qatar | Dura         | Venus Williams       | 7−6(5), 0−6, 2−6 |
| Guanyadora | 8.   | 15 de febrer de 2009   | Pattaya, Tailàndia                  | Dura         | Sania Mirza          | 7−5, 6−1         |
| Guanyadora | 9.   | 22 de març de 2009     | Indian Wells, Estats Units          | Dura         | Ana Ivanović         | 7−6(5), 6−2      |
| Guanyadora | 10.  | 14 de febrer de 2010   | Pattaya (2)                         | Dura         | Tamarine Tanasugarn  | 6−4, 6−4         |
| Finalista  | 12.  | 18 d'abril de 2010     | Charleston (2)                      | Terra batuda | Samantha Stosur      | 0−6, 3−6         |
| Finalista  | 13.  | 4 de juliol de 2010    | Wimbledon, Regne Unit               | Gespa        | Serena Williams      | 3−6, 2−6         |
| Finalista  | 14.  | 23 d'agost de 2010     | Mont-real, Canadà                   | Dura         | Caroline Wozniacki   | 3−6, 2−6         |
| Finalista  | 15.  | 13 de setembre de 2010 | US Open, Estats Units               | Dura         | Kim Clijsters        | 2−6, 1−6         |
| Finalista  | 16.  | 11 d'octubre de 2010   | Pequín, Xina                        | Dura         | Caroline Wozniacki   | 3−6, 6−3, 3−6    |
| Guanyadora | 11.  | 26 de febrer de 2011   | Doha                                | Dura         | Caroline Wozniacki   | 6−4, 6−4         |
| Guanyadora | 12.  | 24 de juliol de 2011   | Bakú, Azerbaidjan                   | Dura         | Ksenia Pervak        | 6−1, 6−4         |
| Finalista  | 17.  | 7 d'agost de 2011      | Carlsbad, Estats Units              | Dura         | Agnieszka Radwańska  | 3−6, 4−6         |
| Finalista  | 18.  | 2 d'octubre de 2011    | Tòquio, Japó                        | Dura         | Agnieszka Radwańska  | 3−6, 2−6         |

### Dobles femenins: 23 (16−7)
| Abans de 2009                             | 2009 − 2020             | Després de 2021 |
| ----------------------------------------- | ----------------------- | --------------- |
| Grand Slam (3−2)                          |                         |                 |
| WTA Tour Championships / WTA Finals (1−0) |                         |                 |
| Tier I (2−1)                              | Premier Mandatory (1−0) | WTA 1000 (1−0)  |
| Tier II (0−3)                             | Premier 5 (0−0)         | WTA 1000 (1−0)  |
| Tier III (0−1)                            | Premier (1−0)           | WTA 500 (1−0)   |
| Tier IV / V (1−0)                         | International (2−0)     | WTA 250 (3−0)   |

| Títols per superfície |
| --------------------- |
| Dura (13−4)           |
| Gespa (0−2)           |
| Terra batuda (2−0)    |
| Moqueta (1−1)         |

| Resultat   | Núm. | Data                   | Torneig                     | Superfície   | Parella               | Oponents                             | Marcador         |
| ---------- | ---- | ---------------------- | --------------------------- | ------------ | --------------------- | ------------------------------------ | ---------------- |
| Finalista  | 1.   | 29 de setembre de 2003 | Moscou, Rússia              | Moqueta (i)  | Anastassia Mískina    | Nàdia Petrova M. Shaughnessy         | 3−6, 4−6         |
| Finalista  | 2.   | 16 de febrer de 2004   | Memphis, Estats Units       | Dura         | Maria Xaràpova        | Åsa Svensson Meilen Tu               | 4−6, 6−7(0)      |
| Guanyadora | 1.   | 11 d'octubre de 2004   | Moscou                      | Moqueta (i)  | Anastassia Mískina    | V. Ruano Pascual Paola Suárez        | 6−3, 4−6, 6−2    |
| Guanyadora | 2.   | 2 de maig de 2005      | Berlín, Alemanya            | Terra batuda | Elena Likhovtseva     | Cara Black Liezel Huber              | 4−6, 6−4, 6−3    |
| Finalista  | 3.   | 13 de juny de 2005     | Eastbourne, Regne Unit      | Gespa        | Elena Likhovtseva     | Lisa Raymond Rennae Stubbs           | 3−6, 5−7         |
| Finalista  | 4.   | 25 de juliol de 2005   | Stanford, Estats Units      | Dura         | Elena Likhovtseva     | Lisa Raymond Rennae Stubbs           | 3−6, 5−7         |
| Guanyadora | 3.   | 2 de gener de 2006     | Auckland, Nova Zelanda      | Dura         | Elena Likhovtseva     | Émilie Loit Barbora Strýcová         | 6−3, 6−4         |
| Guanyadora | 4.   | 29 d'agost de 2006     | US Open, Estats Units       | Dura         | Nathalie Dechy        | Dinara Safina Katarina Srebotnik     | 7−6(5), 7−5      |
| Finalista  | 5.   | 14 de juliol de 2008   | Stanford (2)                | Dura         | Ielena Vesninà        | Cara Black Liezel Huber              | 4−6, 3−6         |
| Guanyadora | 5.   | 22 de març de 2009     | Indian Wells, Estats Units  | Dura         | Viktória Azàrenka     | Gisela Dulko Shahar Pe'er            | 6−4, 3−6, [10−5] |
| Finalista  | 6.   | 4 de juliol de 2010    | Wimbledon, Regne Unit       | Gespa        | Ielena Vesninà        | Vania King Iaroslava Xvédova         | 6−7(6), 2−6      |
| Guanyadora | 6.   | 29 de gener de 2012    | Open d'Austràlia, Austràlia | Dura         | Svetlana Kuznetsova   | Sara Errani Roberta Vinci            | 5−7, 6−4, 6−3    |
| Guanyadora | 7.   | 4 de febrer de 2018    | Sant Petersburg, Rússia     | Dura (i)     | Timea Bacsinszky      | Alla Kudryavtseva Katarina Srebotnik | 2−6, 6−1, [10−3] |
| Guanyadora | 8.   | 29 de juliol de 2018   | Moscou                      | Terra batuda | Anastassia Potàpova   | Alexandra Panova Galina Voskoboeva   | 6−0, 6−3         |
| Guanyadora | 9.   | 24 de febrer de 2019   | Budapest, Hongria           | Dura (i)     | Ekaterina Alexandrova | Fanny Stollár Heather Watson         | 6−4, 4−6, [10−7] |
| Guanyadora | 10.  | 11 de setembre de 2020 | US Open (2)                 | Dura         | Laura Siegemund       | Nicole Melichar Xu Yifan             | 6−4, 6−4         |
| Guanyadora | 11.  | 6 de març de 2022      | Monterrey, Mèxic            | Dura         | Laura Siegemund       | Alicia Barnett Olivia Nicholls       | 7−5, 6−1         |
| Guanyadora | 12.  | 3 d'abril de 2022      | Miami, Estats Units         | Dura         | Laura Siegemund       | V. Kudermétova Elise Mertens         | 7−6(3), 7−5      |
| Guanyadora | 13.  | 5 d'agost de 2023      | Washington DC, Estats Units | Dura         | Laura Siegemund       | Alexa Guarachi Monica Niculescu      | 6−4, 6−4         |
| Finalista  | 7.   | 10 de setembre de 2023 | US Open                     | Dura         | Laura Siegemund       | Gabriela Dabrowski Erin Routliffe    | 6−7(9), 3−6      |
| Guanyadora | 14.  | 30 de setembre de 2023 | Ningbo, Xina                | Dura         | Laura Siegemund       | Guo Hanyu Jiang Xinyu                | 4−6, 6−3, [10−5] |
| Guanyadora | 15.  | 22 d'octubre de 2023   | Nanchang, Xina              | Dura         | Laura Siegemund       | Eri Hozumi Makoto Ninomiya           | 6−4, 6−2         |
| Guanyadora | 16.  | 6 de novembre de 2023  | WTA Finals, Cancun, Mèxic   | Dura         | Laura Siegemund       | N. Melichar-Martinez Ellen Perez     | 6−4, 6−4         |

### Dobles mixts: 2 (2−0)
| Resultat   | Núm. | Data               | Torneig               | Superfície | Parella   | Oponents                     | Marcador |
| ---------- | ---- | ------------------ | --------------------- | ---------- | --------- | ---------------------------- | -------- |
| Guanyadora | 1.   | 30 d'agost de 2004 | US Open, Estats Units | Dura       | Bob Bryan | Alicia Molik Todd Woodbridge | 6−3, 6−4 |
| Guanyadora | 2.   | 26 de juny de 2006 | Wimbledon, Regne Unit | Gespa      | Andy Ram  | Venus Williams Bob Bryan     | 6−3, 6−2 |

### Equips: 2 (2−0)
| Resultat   | Núm. | Data                      | Torneig                             | Superfície   | Equip                                                    | Oponents                                                     | Marcador |
| ---------- | ---- | ------------------------- | ----------------------------------- | ------------ | -------------------------------------------------------- | ------------------------------------------------------------ | -------- |
| Guanyadora | 1.   | 27−28 de novembre de 2004 | Copa Federació, Moscou, Rússia      | Moqueta (i)  | Svetlana Kuznetsova Elena Likhovtseva Anastassia Mískina | Marion Bartoli Nathalie Dechy Tatiana Golovin Émilie Loit    | 3−2      |
| Guanyadora | 2.   | 13−14 de setembre de 2008 | Copa Federació, Madrid, Espanya (2) | Terra batuda | Svetlana Kuznetsova Iekaterina Makàrova Ielena Vesninà   | N. Llagostera Vives A. Medina Garrigues Carla Suárez Navarro | 4−0      |

## Trajectòria

### Individual
| Open d'Austràlia | A   | A           | A           | 1R          | 4R    | 2R          | 1R          | 4R          | 1R    | SF          | 4R          | SF          | 3R   | A           | 1R          | 2R          | A   | A           | Q1          | Q1          | A           | 1R    | 1R | 0 / 14    | 23 – 14   |
| Roland Garros | A   | A           | 4R          | QF          | 3R    | 3R          | 1R          | A           | 4R    | A           | 2R          | 4R          | A    | A           | A           | A           | A   | A           | A           | 1R          | Q3          | Q3    |    | 0 / 8     | 18 – 8    |
| Wimbledon | A   | A           | 2R          | 4R          | 4R    | 2R          | 1R          | A           | 2R    | 3R          | F           | 3R          | 3R   | A           | 3R          | A           | A   | A           | 1R          | A           | NC          | 2R    |    | 0 / 13    | 24 – 12   |
| US Open | A   | A           | 3R          | 3R          | 4R    | A           | 3R          | 3R          | 2R    | 4R          | F           | QF          | A    | A           | A           | A           | A   | Q2          | 2R          | A           | 1R          | 1R    | 1R | 0 / 13    | 26 – 13   |
| Jocs Olímpics | A   | No celebrat | No celebrat | No celebrat | A     | No celebrat | No celebrat | No celebrat | 3a    | No celebrat | No celebrat | No celebrat | 3R   | No celebrat | No celebrat | No celebrat | A   | No celebrat | No celebrat | No celebrat | No celebrat | A     | NC | 0 / 2     | 7 – 2     |
| WTA Tour Championships | A   | A           | A           | A           | RR    | A           | A           | A           | F     | RR          | SF          | SF          | A    | A           | A           | A           | A   | A           | A           | A           | NC          | A     |    | 0 / 5     | 8 – 9     |
| Total Victòries−Derrotes | 1−1 | 0−0         | 19−11       | 45−22       | 52−27 | 21−21       | 37−22       | 30−14       | 63−22 | 33−14       | 49−18       | 54−22       | 11−9 | 0−0         | 3−5         | 7−8         | 0−0 | 3−1         | 6−9         | 6−7         | 4−6         | 11−10 |    | 462 – 253 | 462 – 253 |
| Rànquing a final d'any | 357 | 365         | 45          | 13          | 11    | 42          | 24          | 23          | 7     | 9           | 2           | 7           | 98   | –           | 251         | 182         | –   | 204         | 123         | 141         | 163         |       |    |           |           |
| Llegenda: G: Guanyadora; F: Finalista; SF: Semifinalista; QF: Quarts de final; Q: Qualificació; A: Absent; RR: Round Robin; |     |             |             |             |       |             |             |             |       |             |             |             |      |             |             |             |     |             |             |             |             |       |    |           |           |

### Dobles femenins
| Open d'Austràlia | A   | A           | A           | A           | 1R    | SF          | QF          | 3R          | A     | 3R          | A           | 2R          | G   | A           | 1R          | A           | A   | A           | A           | 1R          | A           | 3R    | 3R | A  | 1 / 11    | 22 – 9    |
| Roland Garros | A   | A           | A           | A           | 3R    | 3R          | QF          | A           | 3R    | A           | 2R          | 2R          | A   | A           | A           | A           | A   | A           | A           | A           | 2R          | 1R    | A  | 1R | 0 / 9     | 11 – 9    |
| Wimbledon | A   | A           | A           | A           | 2R    | QF          | 2R          | A           | 2R    | 1R          | F           | A           | A   | A           | 1R          | A           | A   | A           | 2R          | A           | NC          | 3R    |    | QF | 0 / 10    | 17 – 9    |
| US Open | A   | A           | A           | A           | A     | A           | G           | 2R          | 2R    | 2R          | QF          | 2R          | A   | A           | A           | A           | A   | A           | 3R          | A           | G           | A     | A  | F  | 2 / 9     | 25 – 5    |
| Jocs Olímpics | A   | No celebrat | No celebrat | No celebrat | A     | No celebrat | No celebrat | No celebrat | QF    | No celebrat | No celebrat | No celebrat | A   | No celebrat | No celebrat | No celebrat | A   | No celebrat | No celebrat | No celebrat | No celebrat | A     | NC | NC | 0 / 1     | 2 – 1     |
| WTA Finals | A   | A           | A           | A           | A     | SF          | A           | A           | A     | A           | A           | A           | A   | A           | A           | A           | A   | A           | A           | A           | NC          | A     | A  | G  | 1 / 2     | 4 – 2     |
| Total Victòries−Derrotes | 0−0 | 0−0         | 0−3         | 9−14        | 28−20 | 32−15       | 24−15       | 11−11       | 15−11 | 8−6         | 13−8        | 8−9         | 8−4 | 0−0         | 2−5         | 5−5         | 0−0 | 0−0         | 14−8        | 11−8        | 12−7        | 18−13 |    |    | 221 – 150 | 221 – 150 |
| Rànquing a final d'any | –   | 539         | 387         | 73          | 15    | 10          | 18          | 72          | 48    | 58          | 33          | 83          | 33  | –           | 345         | 174         | –   | –           | 56          | 71          | 40          | 53    |    |    |           |           |
| Llegenda: G: Guanyadora; F: Finalista; SF: Semifinalista; QF: Quarts de final; Q: Qualificació; A: Absent; RR: Round Robin; |     |             |             |             |       |             |             |             |       |             |             |             |     |             |             |             |     |             |             |             |             |       |    |    |           |           |

### Dobles mixts
| Open d'Austràlia | A   | A   | QF  | QF   | 1R  | A   | A   | A   | A   | A   | A | 2R  | A   | A   | 0 / 4   | 5 – 4   |
| Roland Garros | A   | A   | A   | SF   | A   | A   | A   | A   | A   | A   | A | A   | A   | 1R  | 0 / 2   | 3 – 2   |
| Wimbledon | A   | A   | A   | G    | A   | A   | A   | 2R  | A   | 2R  | A | 2R  | A   | A   | 1 / 4   | 8 – 2   |
| US Open | 1R  | G   | A   | 1R   | A   | A   | A   | A   | A   | A   | A | 1R  | A   | 1R  | 1 / 5   | 5 – 4   |
| Total Victòries−Derrotes | 0−1 | 5−0 | 2−1 | 10−3 | 0−1 | 0−0 | 0−0 | 1−1 | 0−0 | 1−0 |   | 2−2 | 0−0 | 0−2 | 21 – 11 | 21 – 11 |
| Llegenda: G: Guanyadora; F: Finalista; SF: Semifinalista; QF: Quarts de final; Q: Qualificació; A: Absent; RR: Round Robin; |     |     |     |      |     |     |     |     |     |     |   |     |     |     |         |         |